# Vulpes vulpes anatolica
Vulpes vulpes anatolica es una subespecie de  mamíferos carnívoros  de la familia Canidae.

## Distribución geográfica
Se encuentra en el Asia Menor.